# Magyarok az űrben
A Magyarok az űrben a Comedy Central első saját gyártású sorozata. Ez egy magyar variety-show, amelyben komikus 10-15 perces jeleneteket adnak elő. A Magyarok az űrben a csatorna hazai indulása után nem sokkal, 2008. október 1-jén. Olyan nevek szerepelnek itt, mint Litkai Gergely vagy Mogács Dániel, akiket jól ismerhetünk a Comedy Central stand-upos műsorából és a Rádiókabaréból. A sorozat híres lett még néhai eltorzított műsorparódiáiról is. A Magyarok az űrbent természetesen a Comedy Central sugározta, és 2011-től 2014-ig ismételték a részeket.
A kritikák többnyire negatívak voltak a sorozattal kapcsolatban, a fő célpontoknak a színészi játék és az elcsépelt poénok számítottak. A népszerűtlenséget jól jelezte az is, hogy a csatorna csak kora hajnalban, 4-5 óra táján ismételte a részeket.